# (7625) Louisspohr
(7625) Louisspohr (2150 T-2) – planetoida z pasa głównego asteroid okrążająca Słońce w ciągu 4 lat i 250 dni w średniej odległości 2,8 j.a. Została odkryta 29 września 1973 roku.